# NS Elephant
El NS Elephant (S11) es un buque de guerra multipropósito construido en China por la Marina de Namibia. La construcción del NS Elephant comenzó a mediados de 2011 y el buque fue entregado oficialmente a la Marina de Namibia el 3 de julio de 2012 después de que se completaran las  pruebas de aceptación en el mar. El buque se utiliza para vigilar la zona económica exclusiva de Namibia.

## Descripción
El barco se parece a los buques patrulleros chinos Haixun 01. El NS Elephant tiene una gran cubierta de vuelo pero no un hangar. Tiene literas para alojar a 150 pasajeros adicionales. En su cubierta puede transportar contenedores de 1,8 m × 3,7 m (6 x 12 pies), con un total de 24 toneladas, o seis vehículos blindados de transporte de tropas de 12 toneladas cada uno. La superestructura tiene un radar de control de incendios montado para apuntar al cañón principal de 37 mm. Los dos cañones gemelos de 14,5 mm son de accionamiento manual. El barco lleva dos grandes botes salvavidas en medio de la nave. También hay una grúa a babor y una lancha más pequeña a estribor. El NS Elephant (S11) está propulsado por dos motores diésel Caterpillar V16 y tiene tres generadores y un cuarto generador de energía de emergencia, además de una «hélice de proa».

## Historia de la operación
La construcción del NS Elephant comenzó a mediados de 2011 en el astillero de Wuhan. Nombrado en honor al mayor animal terrestre africano, el elefante, el barco fue aceptado por la Marina de Namibia el 3 de julio de 2012 después de que se completaran las pruebas de aceptación en el mar. El barco está en funcionamiento y se utiliza para la gestión general de la zona económica exclusiva. El buque también se utiliza para entrenar y capacitar a marineros y oficiales subalternos. También participa en operaciones de entrenamiento con los marines, siendo las operaciones anfibias marinas